# Marta Tomelli
Marta Tomelli (Barge, 24 settembre 1936 – Torino, 2 gennaio 2003) è stata una cantante italiana.

## Biografia
Marta nacque a Barge, in provincia di Cuneo, ai piedi delle montagne e qui trascorse la sua giovinezza.
Il paese, però le andava stretto e perciò nel 1954 si trasferì a Torino dove sognava di diventare una grande sarta.
Il destino aveva altro in serbo per lei e il caso, unito al suo talento naturale, ne fece una brava cantante. Mentre si trovava al caffè Fiorio, il maestro Ortuso le parlò di un concorso per voci nuove indetto dalla RAI e Marta decise di mettere alla prova dei circuiti ufficiali la sua voce.
Fu così che presentò la sua domanda e, al concorso, cantò la canzone Addormentarmi così, fu selezionata insieme a Carlo Pierangeli e Gianni Ferraresi.
Furono immediatamente ingaggiati dall'orchestra del maestro Gaetano Gimelli, mentre la Rai allestiva per loro tre una trasmissione radiofonica apposita: Bondì cerea trasmissione che ebbe un grande successo e che proseguì per 15 anni.
Da quel momento, la sua carriera conobbe una lunga stagione di successi. Collaborò con le orchestre dei Maestri Gimelli, Angelini e Petitti.
Con il maestro Petitti, in particolare eseguiva uno dei suoi cavalli di battaglia 'Les Gytanes' accompagnata dalla tromba che Nico Ferrara suonava con maestria e fu proprio questa canzone il leitmotiv del loro amore.
Nel 1964 si sposarono e fu allora che Nico Ferrara formò un complesso di cinque elementi chiamato 'Nico Ferrara band'. Fu proprio con questa band che Marta Tomelli e Nico Ferrara andarono in tournée
in molti paesi, tra cui Svizzera, Tunisia, Iran. In Medio Oriente si fermarono per tre anni e Marta cantò nel Golfo Persico tra i pozzi di petrolio, nella tenuta dello Scià di Persia Reza Pahlavi dove nel corso di un fastosissimo galà cui parteciparono, tra gli altri, il re Costantino di Grecia, Jacqueline Kennedy e Aristotele Onassis, eseguì parte del suo vasto repertorio di musica italiana, inglese e napoletana.
Nel corso di quei tre anni, ebbe modo di conoscere Gheddafi, futuro presidente della Libia, frequentatore del locale "Golden Dragon", dove Marta e la band del
marito si esibirono più volte.
In onore del Presidente tunisino Bourguiba invece ci fu un galà con i 'Cavalieri del Deserto' nel corso del quale Marta dovette cantare per ben tre volte 'Arrivederci Roma' per soddisfare la richiesta dello stesso Presidente.
Tornata in Italia, Marta continuò a cantare fino al 1988, quando decise di ritirarsi per dedicarsi interamente alla famiglia.
È scomparsa nel 2003 all'età di 66 anni.

## Discografia parziale

### Album
- 1962: 16 canson piemontèise (Fonit Cetra Lpp8)
- 1961: Sota i  Pont del' Po 1 (Fonit Cetra Orchestra Maestri: Gardino e Signetti)
- 1964: Sota i Pont del' Po 2 (Fonit Cetra, con Arnolfo Valli, Carlo Pierangeli, Franca Frati, Sergio Gariglio, Coro Alpino Val Sangone)

### EP
- 13 giugno 1960: : Vei Piemont EPE 3125- a la moda d'J montegnon - la nostra crica – ciao ciao ciao – spunta'l sol (M.Tomelli e C. Pierangeli Orchestra Maestro L. Gardino)
- 12 luglio 1962: La villanella/Vinassa/Viva Torino/Turin (t'ses la mai vita) (Fonit Cetra, EPE 3166; con Franca Frati e Carlo Pierangeli)

### Singoli
- Euphon Tu Vuoi Così - Zingari (M. Tomelli Orchestra Maestro G. Gimelli)
- 1954: - 11145 Musica Segreta - 11141 È stata una commedia (M. Tomelli Orchestra Maestro G. Gimelli) Fonit Cetra
- 1954: – 11143 Dimentica - 11151 Speranza (M. Tomelli Orchestra Maestro G. Gimelli) Fonit Cetra
- 1960: : Amore Senza Luna (Marta Tomelli - Orchestra Maestro Signetti e i suoi Music Man)  - O Mia Mole Antonelliana SP887: (Carlo Pierangeli - Orchestra Signetti) Fonit Cetra
- 1961: Valdostana - Vie Silenziose SP1015 (M.Tomelli – C. Pierangeli- Orchestra Maestro Gardino) Fonit Cetra
- 1962 SPD337- Lucciole Vagabonde (M. Tomelli) -  Rosamunda (C. Pierangeli-M.Tomelli Orchestra Maestro Petiti) Fonit Cetra
- 1965: Excelsius EXS0347 - Le ore che contano (M. Tomelli- quartetto Ferrara) – Ritorna da Me (Livio - quartetto Ferrara) Fonit Cetra